# كارل أوفه ستيب
كارل أوفه ستيب (بالألمانية: Carl-Uwe Steeb) مواليد 1 سبتمبر 1967 في آلن، ألمانيا، هو لاعب كرة مضرب ألماني سابق بدأ مسيرته كمحترف سنة 1986 وكان يلعب باليد اليسرى، اعتزل اللعب في 1996. أعلى تصنيف له في الفردي كان المركز الـ 14 في سنة 1990. سبق أن شارك في دورة الألعاب الأولمبية الصيفية.

## روابط خارجية
- كارل أوفه ستيب على موقع رابطة محترفي التنس (الإنجليزية)
- كارل أوفه ستيب على موقع الاتحاد الدولي لكرة المضرب (الإنجليزية)
- كارل أوفه ستيب على موقع كأس ديفيز (الإنجليزية)
- كارل أوفه ستيب على موقع خلاصة التنس.كوم (الإنجليزية)
- كارل أوفه ستيب على موقع أوليمبيديا (الإنجليزية)